# Povijest Turske
Povijest Turske je povijest prostora današnje Republike Turske i naroda Turaka od prapovijesti do danas.

## Povijest Anatolije prije dolaska Turaka
Poluotok Mala Azija koji čini veći dio teritorija današnje Turske je jedno od najstarijih stalno naseljenih područja svijeta. Ovdje pronađena svetišta i naselja iz razdoblja mlađeg kamenog doba (Göbekli Tepe, Çatal Höyük, Çayönü, Nevali Cori, Hacilar i Mersin) koji se smatraju za najranija ljudska naselja na svijetu.
Hetitsko Carstvo bilo je prvo veliko carstvo na ovom području, a trajalo je od 18. do 13. stoljeća pr. Kr. Kasnije utjecaj su stekli Frigijci koji su bili indoeuropski narod i čije carstvo su u 7. stoljeću pr. Kr. uništili Kimerijci. Najznačajnije države nasljednice Frigije bile Lidija, Karija i Licija. Jezici kojima su govorili Lidijci i Licijci bili su u indoeuropski.
Negdje oko 1200. pr. Kr. na zapadnoj obali Anatolije naselila su se grčka plemena. Ovo cijelo područje je u 6. i 5. stoljeće pr. Kr. osvojilo perzijsko Ahemenidsko Carstvo. Kasnije je 334. pr. Kr. ovo područje osvojio Aleksandar Veliki. Anatolija je zatim podijeljena u veliki broj manjih grčkih država, kao što su Bitinija, Kapadocija, Pergam i Pont. Sve ove države pokorila je Rimska Republika do sredine prvog stoljeća pr. Kr. Godine 324., rimski car Konstantin I. Veliki izabrao je Bizantion za novi glavni grad Rimskog Carstva (kasniji Carigrad). Nakon pada Zapadnog Rimskog Carstva Carigrad je postao glavni grad Bizantskog Carstva.

## Osmansko Carstvo
U 10. stoljeću Turci Seldžuci koji su živjeli sjeverno od Kaspijskog i Aralskog jezera, počeli su se seliti u istočna područja Anatolije. Seldžuci su bili ogranak Turaka Ouza, a Anatolija je postala njihova domovina nakon bitke kod Manzikerta 1071. godine. Tom pobjedom počinje uspon anatolijskog seldžuskog sultanata (Sultanat Rum) koji je bio zasebni dio velikog Seldžuskog Carstva koje je pokrivalo područje središnje Azije, Irana, Anatolije i jugozapadne Azije.
Godine 1243., Mongoli pobijeđuju Seldžuke, a njihovo carstvo se počinje raspadati. Turska Anatolija tada biva podijeljena u više manjih nezavisnih država zvanih gazi emirati. Do 1300. gazi emirati osvajaju većinu anatolijskih područja tada već oslabljenog Bizantskog Carstva. U to vrijeme počinje se izdizati gazi emirat kojeg je vodio Osman I. (po njemu je nazvano Osmansko Carstvo) koji proširuje svoju državu sve do granica s Bizantom.
Osmansko je Carstvo tijekom svoje 623 godine duge povijesti imalo doticaja i sa zapadnim i s istočnim kulturama. U 16. i 17. stoljeću carstvo je bila najjača politička sila na svijetu koja se brzo širila prema središnjoj Europi preko Balkana. Uz vrlo jaki utjecaj kojeg je carstvo imalo na promjene kopnenih granica u Europi, veliki značaj imalo je i na moru. Carstvo je bilo jedno od nekoliko sila koje se borilo za kontrolu nad Sredozemljem, a uz to često se sukobljavalo i s portugalskom flotom u Indijskom oceanu pokušavajući obraniti svoju dominaciju nad trgovačkim pravcima između istočne Azije i zapadne Europe. Važnost ovih pravaca opada otkrivanjem Rta dobre nade 1488. godine.
U prvoj polovici 19. stoljeća počinje opadati utjecaj carstva, a konačan udarac dobiva porazom u Prvom svjetskom ratu u kojeg je ušla u savezu s Njemačkom. Francuska i Velika Britanija prije su obećale stvaranje armenske države u istočnom dijelu Anatolije, što je osmanska vlast vidjela kao udar na teritorijalni integritet zemlje. Pod izgovorom preseljenja, veliki broj Armenaca je ubijen ili su umrli od iscrpljenosti u sirijskoj pustinji. Sveukupno je između 1915. i 1917. god. ubijeno 1,5 milijun Armenaca. Turska vlada i danas službeno poriče genocid nad Armencima.
Nakon rata sile Antante podijelile su teritorij carstva sporazumom u Sèvresu 1920. godine. Osmansko Carstvo izgubilo je sve teritorije izuzev Anatolije i Tračke. Teritorij današnje Turske podijeljen je u više dijelova. Grčkoj je obećana Smirna (današnji İzmir) i dio zapadne Anatolije, Italija je trebala dobiti područje Adane, a Francuskoj je uz Siriju trebala pripasti i Cilicija. U istočnom dijelu današnje Turske gdje se nalaze gradovi Kars, Ardahan i Erzurum trebala je biti osnovana armenska država. Južno i istočno od Eufrata trebala je biti stvorena autonomna kurdska regija. Svi ovi planovi na kraju nisu ostvareni.

## Republika Turska
Mustafa Kemal-paša organizira 19. svibnja 1919. politički i vojni ustanak protiv ovih planova. Posebno su 1920. vođene žestoke borbe s Grčkom. Rat je završen 9. rujna 1922. zauzimanjem Smirne koja je tada većinski bila naseljena Grcima. Turska pobjeda rezultirala je tzv. maloazijskom katastrofom, u kojoj su mnogi Grci i Turci ostali bez svojih domova.
Nakon pobjede Turaka, 24. srpnja 1923. god. sporazumom iz Lausanne promijenjen je prijašnji sporazum iz Sèvresa. Ovim ugovorom uspostavljene su današnje granice Turske. U isto vrijeme izvršena je i izmjena stanovništva s Grčkom. Nakon što su sve strane snage napustile Anatoliju, Mustafa Kemal je 29. listopada 1923. god. proglasio republiku.
Za vrijeme svoga mandata Mustafa Kemal je pokrenuo niz političkih i društvenih reformi diljem zemlje, koje su pretvorili Tursku u modernu, sekularnu i europski orijentiranu državu. Smjernice njegove politike danas se nazivaju kemalizmom. Između ostalog 1922. god. ukinut je sultanat, a 3. ožujka 1924. god. i kalifat. Iste godine ukinut je šerijatski zakon, a 1925. god. provedena je odjevna reforma kojom je zabranjen fes (tradicionalno tursko muško pokrivalo za glavu), te veo za žene, a uvedeno je skupno obrazovanje za oba spola. Godine 1926. islamski kalendar zamijenjen je gregorijanskim, a uveden je i metrički sustav.
Idućih godina cijeli pravosudni sustav promijenjen je po uzoru na europske zemlje. Uvedena je monogamija, a 1928. provodi se sekularizacija i reforma pisma u kojoj je arapsko pismo zamijenjeno latinicom. Ovim reformama je 1930. god. uvedeno pravo glasa ženama, a od 1934. god. daje im se i pravo sudjelovanja na izborima. Provedena je i reforma imena građana u kojoj su svima dodijeljena prezimena. Turski parlament je Mustafi Kemalu dodijelio prezime „Atatürk“ (otac Turaka) koje je proglašeno posebnim prezimenom kojeg je nosio samo on. Manji broj Atatürkovih reformi je nakon njegove smrti ukinut, kao npr. reforma kojom je u džamijama umjesto na arapskom molitva uvedena na turskom.
Nakon Atatürkove smrti 1938. god., predsjednik Turske je postao njegov bliski suradnik Ismet Inönü. Inönü je nastavio modernizaciju Turske, a na vanjskopolitičkom planu pokušao je održati neutralnost. Godine 1939., Turskoj je pripojena Republika Hataj koja je postala turska pokrajina.

## Turska nakon Drugog svjetskog rata
Za vrijeme Drugog svjetskog rata Turska je očuvala svoju vanjskopolitičku neutralnost. U rat na strani saveznika ulazi tek simbolički 23. veljače 1945. Iste godine potpisuje povelju UN-a. Godine 1946. u Turskoj je uvedeno višestranačje. Demokratska stranka (DP) je pod vodstvom Adnana Menderesa na izborima 1950. osvojila većinu u parlamentu. Time je završena vladavina Republikanske narodne stranke (CHP) koja je trajala od osnivanja republike.
Izbijanjem sukoba između istoka i zapada, te pokušajem utjecaja SSSR-a na Tursku, završeno je razdoblje politike neutralnosti za Tursku. Godine 1950. Turska sudjeluje kao dio UN-ovog kontingenta u Korejskom ratu, a 1952. ulazi u NATO.
Godine 1960. premijer Menderes donosi zakon koji mu omogućuje ukidanje opozicije. Vojska tada organizira državni udar i uhićuje premijera i druge političare, koji su nakon suđenja obješeni u rujnu 1961. god. na otoku İmralı. Nakon što je vojska iste godine uvela novi ustav, vratila je vlast narodu. Inönü je postao premijer i vladao je od 1961. do 1965. godine. U to vrijeme Turska postaje pridružena članica EEZ-a. To razdoblje obilježava i neefikasnost vlade i jačanje ljevičarskih i desničarskih terorističkih aktivnosti, što je dovelo do gospodarskog pada. Godine 1971. vlast ponovo uzima vojska koja uvodi represivne mjere za stanovništvo.
Nakon dugog niza godina međuetničkog nasilja na Cipru, Grci organiziraju vojni udar u srpnju 1974. god. u kojem je svrgnut predsjednik Makarios III. i postavljen grčki nacionalist Nikos Sampson kao diktator. Turska se tada odlučuje za vojnu intervenciju na Cipru u kojoj okupira sjeverni dio otoka. Devet godina kasnije na tom području uspostavljena je Turska Republika Sjeverni Cipar koju je dosad priznala samo Turska.
Vojska 12. rujna 1980. god. treći put oduzima moć civilno izabranoj vladi. Uzrok je bila politička i gospodarska nestabilnost zemlje u 1970-ima, kao i teroristički napadi ekstremne ljevice i desnice. Vojska je pod generalom Kenanom Evrenom uvela ratno pravo u zemlji i zabranila sve političke stranke. Hunta se prije snažno protivila kurdskim separatistima i lijevoj opoziciji. Dana 7. studenog 1982. god. vojska je predstavila novi ustav koji je prihvaćen referendumom.
Od sredine 1980-ih najvažnijim unutarnjim problemom zemlje smatra se sukob s Kurdima. Turska je dotad vodila politiku asimilacije koja je rezultirala potiskivanjem kurdske kulture i identiteta. Kao reakcija na ovu politiku 1978. god. osnovana je Kurdska radnička partija (PKK) s Abdullahom Öcalanom na čelu. Stranka je 1984. počela oružani sukob na jugoistoku Turske s ciljem osnivanja socijalističke države Kurdistan. Do 2007. godine, u sukobima između turske vojske i PKK-a poginulo je oko 40.000 osoba.
U veljači 1998. turska tajna služba (MIT) uhvatila je Abdullaha Öcalana u Keniji i dovela ga u Tursku gdje je osuđen na smrtnu kaznu (koja je ukinućem smrtne kazne promijenjena u doživotni zatvor). Tada je PKK proglasio prekid vatre koji je prekršen 2004. godine.
Za vrijeme mandata premijera Ecevita (1999. – 2002.) uvedene su nove reforme građanskog prava sa sveukupnim povećanjem ljudskih prava (kao što su npr. pravo na okupljanja i proteste). Ove reforme su kasnije nastavljene, a dovele su između ostalog i do ukinuća smrtne kazne, zabrane mučenja i uvođenja kulturnih sloboda kurdskom stanovništvu. Danas je dopuštena i upotreba kurdskih dijalekata u školstvu, kao i prijenos radijskih i televizijskih kanala na kurdskom. Turska državna televizija danas uz turski emitira i na kurdskom, arapskom, bošnjačkom i drugim jezicima.
U studenom 2003. god., Al-Kaida je izvela više bombaških napada u Istanbulu, čiji ciljevi su bile sinagoge, britanski konzulat i britanska banka HSBC. U ovim napadima poginulo je 60 osoba. Od 2004. ponovo su izbili sukobi između turskih oružanih snaga i PKK-a.
Turska je, nakon 40 godina pokušavanja približavanja, 3. listopada 2005. god. započela pregovore o članstvu u Europskoj uniji.